# SWAMP
SWAMP（スワンプ）は、新潟県三条市出身のラジオパーソナリティ、司会、プロデューサー、ラッパー。2005年からラジオパーソナリティとして活動する他、司会業や商品開発・プロデュースなど幅広い分野で活動している。10代からSWAMP名義で音楽活動を行い、フリースタイルMCとして数々のMCバトルで優勝している。その経験を活かしてラップ講師やミュージックナビゲーターを務めている。美食家でもあり、新潟のラーメン通としても知られており、『新潟ラーメンバトル』のプロデューサーとしても著名である。また、アウトドア空間プロデュースユニット「旅するテント」の主宰も務めている。
2007年にFM Kentoのナビゲーターをしていた時期にBCリーグのスタジアムDJを務めていた。
2017年には新潟県内の有名ラーメン店と味噌・醤油メーカーによって新たなラーメンを作る企画「新潟麺スタグラム」を企画・発案した。
2020年には弥彦競輪場のオリジナルラップソング「Ring Ring Ring」を手掛けている。
現在出演中のラジオ番組『A Laid-back Life -旅するテント-』は、もともとは2020年2月にFM PORTの特別番組として始まった番組だったが、FM PORTの閉局に伴い、BSNラジオに移籍して月1回のレギュラー放送が行われている。

## メディア出演
- BSNラジオ『A Laid-back Life -旅するテント-』（毎月最終日曜日 17:30 - 18:55）